# Dieu a-t-il quitté l'Afrique?
Pour plus de détails, voir Fiche technique et Distribution.
Dieu a-t-il quitté l'Afrique? est un film documentaire québécois réalisé par Musa Dieng Kala, sorti en 2008.

## Synopsis
Août 1999, Bruxelles. Deux adolescents guinéens sont retrouvés morts dans le train d'atterrissage d'un avion en provenance de Conakry. Comme eux, chaque année, des milliers de jeunes Africains risquent leur vie pour fuir le continent. Bouleversé par ce phénomène, le réalisateur d'origine sénégalaise Musa Dieng Kala retourne à Dakar pour tenter de comprendre. Il suit cinq jeunes adultes cherchant à émigrer coûte que coûte et montre l’indifférence internationale, le désengagement des dirigeants africains, une société vidée de ses ressources.

## Fiche technique
- Réalisation : Musa Dieng Kala
- Production : Office national du film du Canada
- Scénario : Musa Dieng Kala
- Image : Alex Margineanu
- Son : Louis Léger
- Musique : Musa Dieng Kala
- Montage : Denis Pilon

## Récompenses et distinctions
- Fespaco (Ouagadougou) 2009
- Rendez-vous du cinéma québécois 2009